# Kamikawa, Hokkaido
Kamikawa (japanska: 上川町?, Kamikawa-chō) är en landskommun (köping) i Hokkaido prefektur i Japan. 